# Tunel Těšnovský
Tunel Těšnovský (czeski: Těšnovský tunel) – tunel drogowy w Pradze łączący nabrzeże Ludvíka Svobody na Nowym Mieście z nabrzeżem Rohanskim w Karlínie. Tunel ma 360 metrów długości, składa się z dwóch rur, w każdej dwupasmowa droga i został otwarty w 1980. Ze względu na swoje ówczesne usytuowanie przed dawną siedzibą partii komunistycznej - Komitetem Centralnym Komunistycznej Partii Czechosłowacji (Ústřední výbor Komunistické strany Československa) jest często nazywany Husákovą ciszą. Obecnie budynek zajmuje Ministerstwo Transportu Czech (Ministerstvo dopravy České republiky). Podczas powodzi w 2002, tunel został całkowicie zalany.